# 327030 Alanmaclure
327030 Alanmaclure este o planetă minoră (asteroid) din centura de asteroizi. A fost descoperită pe 12 septembrie 2004 la Angeles National Forest⁠(d) de Stony Ridge Observatory⁠(d). 
Obiectul prezintă o orbită caracterizată de o semiaxă mare de 2,7898096556104 UAi, o excentricitate de 0,06, o înclinație de 11,7 ° în raport cu ecliptica.